# Col Mamison
Le col Mamison (en russe Мамисонский перевал, en géorgien მამისონის უღელტეხილი) est un col de haute montagne, situé à 2 920 mètres au centre de la crête du Grand Caucase, entre la Géorgie et la Russie. Il est traversé par la route militaire d'Ossétie, voie importante qui relie Kutaisi, seconde ville de Géorgie, avec Alagir, en Russie.